# Bunchosia armeniaca
Bunchosia armeniaca – gatunek rośliny z rodziny malpigiowatych. Rodzimym obszarem jej występowania jest północna i zachodnia część Ameryki Południowej.

## Morfologia
PokrójKrzew lub drzewo o wieczniezielonych liściach. Osiąga wysokość do 10 m.
LiścieUlistnienie naprzeciwległe. Liście owalne.
KwiatyNiewielkie, żółte, występują w gęstych skupiskach.
OwoceWielkości śliwki, pomarańczowe. Jadalne, posiadają lepki miąższ o smaku przypominającym kombinację masła orzechowego i miodu.